# Гоянаполис
Гоянаполис (порт. Goianápolis) — муниципалитет в Бразилии, входит в штат Гояс. Составная часть мезорегиона Центр штата Гойас. Входит в экономико-статистический микрорегион Гояния. Население составляет 13 212 человек на 2006 год. Занимает площадь 162,380 км². Плотность населения — 81,4 чел./км².

## История
Город основан в 1958 году.

## Статистика
- Валовой внутренний продукт на 2003 год составляет 26 255 829,00 реалов (данные: Бразильский институт географии и статистики).
- Валовой внутренний продукт на душу населения на 2003 год составляет 2179,45 реалов (данные: Бразильский институт географии и статистики).
- Индекс развития человеческого потенциала на 2000 год составляет 0,689 (данные: Программа развития ООН).